# Supermarine Spitfire: Sene typer med Merlin motor
Den Britiske Supermarine Spitfire var oppe imod adskillige udfordringer midt i 1942. Debuten af den formidable Focke-Wulf Fw 190 sidst i 1941 havde skabt problemer for RAF jagereskadriller der fløj de nyeste Spitfire Mk.Vb. Ingeniørerne ved Rolls-Royce arbejdede allerede på en ny udgave af Merlin, som havde en to-trins kompressor; kombinationen af den forbedrede Merlin og Spitfire Mk.Vc flystellet i en "lappeløsning" tillod RAF at gå i kamp mod Fw 190 på lige vilkår.
I en anden linie af udvikling arbejdede Supermarine på et forbedret og forstærket Spitfire flystel, som indeholdt adskillige nye features og var designet til Merlin 60 og 70 motorserierne. Dette nye flystel blev senere grundlaget for de Spitfires der blev udrustet med en Rolls-Royce Griffon motor. Denne artikel fortæller kort historien om de Spitfires der havde en Merlin med to-trins kompressor, plus nogle eksperimentelle Spitfires og tegnebordsprojekter. Flyene med Griffon motor bliver beskrevet i en separat artikel.

## Vingetyper
Majoriteten af Spitfires fra og med Mk.VIII, benyttede tre grundlæggende vingetyper; C, D og E

### Type C
Type C var også kendt som "universalvingen", og var standard på langt de fleste Spitfires bygget fra midten af 1942. Designet af vingen var blevet ændret så den kunne produceres hurtigere, med mindre arbejdskraft, og i stand til at bære forskellige bevæbninger: A-typens, B-typens, eller fire 20 mm Hispano maskinkanoner.
Understellets ophæng var blevet omdesignet og dørene til understellet blevet buet i tværsnit, hvilket lod stelbenene sidde lavere i hjulbrøndene. Dette eliminerede 'vablerne' på oversiden af vingen over hjulbrøndene og omdrejningspunkterne for benene. Understelbenene var blevet forstærket og vippet ca. 5 cm (2 inches) fremad. Dette gjorde flyet mere stabilt på jorden, og reducerede chancen for at flyet kunne tippe over på næsen. Under produktionen af Mk.VIII og Mk.IX blev der introduceret et nyt understelben der havde et eksternt v-formet "sakse-link" på forsiden af benet; dette førte også til små ændringer i faconen af hjulbrønden og afdækningerne. Eftersom Spitfire ikke længere blev benyttet som natjager, blev de optrækkelige landingslys udeladt.
Hispano Mk II maskinkanonerne var bæltefødet fra kassemagasiner der kunne holde 120 skud pr. kanon (Chattellerault systemet). Kappen over Hispanoernes løb var kortere, og der var som regel en kort gummiprop der dækkede de yderste kanonporte. De nye døre til våbenkamrene på oversiden af vingen havde dråbeformede 'vabler' til at dække over kanonernes fødemekanisme, og undersiden af vingerne havde ikke længere ventilationsåbninger foran våbenkamrene til opvarmningsluften. Den første serie Spitfire Mk.IX havde beholdt dørene til våbenkamrene som de blev benyttet på Spitfire Mk.Vc; disse havde store udbulninger for at gå fri af kanonernes fødemotorer. Alle senere Spitfires havde mindre og mere strømlinede 'vabler'. For at give plads til kanonernes bæltefødesystem blev de inderste kamre til maskingeværerne flyttet ud til mellem ribbe 13 og 14.
Adskillige versioner af Spitfire, startende med H.F. Mk.VII, havde en ekstra 59 l (13 gallon) integreret brændstoftank i vingens forkant mellem vingeroden og det inderste kanonkammer. Selvom mange tidligere Spitfires var blevet ombygget så de kunne bære en 110 kg (250 lb) bombe under hver vinge, var de første Spitfires der blev bygget som jagerbombere (Modification 1209) dem der tilhørte Second Tactical Air Force. De første Mk.IX bygget som jagerbombere fremkom i juni 1944.

### Type D
Disse vinge var fremstillet til fotorekognoscerings Spitfires, heriblandt P.R. Mk.X og P.R. Mk.XI; der var ingen bevæbning og den "D"-formede forkant af vingen, foran hovedbjælken, blev ombygget til integrerede brændstoftanke, hver med plads til 300 l (66 gal). For at undgå at ekspansion af brændstoffet i varmt vejr skulle skade vingen var der monteret overtryksventiler, med små eksterne afgangsrør, tæt ved vingetipperne.

### Type E
Strukturelt identisk med C-vingen. Åbningerne i forkanten til maskingeværernes mundinger blev elimineret; selv om våbenkamrene til maskingeværerne var bevaret, manglede åbningerne i dørene til tomme patronhylstre og andre småting. Denne nye vinge tillod en bevæbning med fire kanoner, og de inderste våbenkamre kunne alternativt bære et tungt maskingevær. Der var derfor to mulige våbenbestykninger:
- enten 2 stk. 12,7x99 (.50 cal) Browning M2 maskingeværer med 250 skud pr. gevær i de inderste kamre og 2 stk. 20 mm Hispano Mk II kanoner med 120 skud pr.kanon i de yderste kamre
- eller 4 stk 20 mm Hispano kanoner med 120 skud pr.kanon.

.303 maskingeværerne der havde siddet yderst i vingerne blev ikke længere monteret, fordi projektiler af riffelkaliber var ineffektive imod nyere pansrede fly. De yderste maskingeværer havde alligevel altid været den mindst effektive del af en Spitfires bevæbning: deres afstand fra centerlinien gjorde det svært at rette dem ind, og i drej under kamp fik vridningen af vingerne projektilerne til at sprede sig endnu mere. 20 mm Hispano kanonerne blev rykket udad og .50 Browningerne fik plads i de inderste våbenkamre. Den første prøveinstallation (modification 1029) blev udført i BS118 i november 1943; i midten af marts 1944 var det Spitfires i tjeneste ved 485 (NZ), 222 og 349 Squadrons der som de første blev modificeret. Spitfires med denne bevæbning blev først kaldet Spitfire L.F. Mk.IX .5 og 'E' betegnelsen blev ikke officielt indført før først i 1945. Denne bevæbning var standard for alle Spitfire Mk.IX og Mk.XVI i tjeneste ved 2nd Tactical Air Force som jagere og jagerbombere fra kort efter D-Dag. Denne bevæbning viste sig effektiv både til luftkamp og jordmålsangreb.
Mange Spitfires fik deres elliptisk afrundede vingetipper erstattet med korte, firkantede endestykker (tipperne var boltet på) hvilket gav en smule mere fart i lav højde og lod flyet rulle hurtigere. Selv om mange "L.F." Spitfires (f.eks. L.F. Mk.IX) havde "klippede" vinger, var der også mange med normale tipper. Det der gav en Spitfire "L.F." betegnelsen var at de havde en Rolls-Royce Merlin, der var optimeret til flyvning i lav højde.

## Varianter

### Mark numre, typenumre
Mark numrene indikerede ikke nødvendigvis en kronologisk rækkefølge; for eksempel var Mk.IX en nødløsning der blev sat i produktion før Mk.VII og Mk.VIII. Derudover blev nogle Spitfires af et 'mark' eller en variant ombygget til en anden; adskillige af de første Mk.Vb blev konverteret fra Mk.Ib; og de første Mk.IX var oprindeligt Mk.Vc, i nogen tilfælde ombygget af Rolls-Royce i deres Hucknall fabrik.
Indtil slutningen af 1942 benyttede RAF altid romertal til mark-numre. 1943–48 var en overgangsperiode, under hvilken nye fly der gik i tjeneste fik arabertal som 'mark' numre, mens ældre fly beholdt deres romertal. Fra 1948 og fremover blev der udelukkende anvendt arabertal. Disse artikler fastholder disse principper og benytter romertal for Mk.I-XVI og arabertal for Mk.17–24. Typenumre (f.eks. Type 361) er de designnumre der blev allokeret og benyttet på tegnebrættet ved Supermarine.

### Fællestræk for sene typer med Merlin motor
Med udviklingen af Merlin 61/63/66 og 70-serierne, med en to-trins to-hastigheds kompressor som nødvendiggjorde en intercooler, blev der lavet adskillige vigtige modifikationer i det grundlæggende flystel. Ændringerne blev indført i alle fly der havde disse motorer. Den længere Merlin 61 betød at næsen foran skottet mellem brændstoftank og motorrummet blev 17,8 cm (7 in) længere. En intercooler blev monteret på kompressorhuset bag motoren. Et lille firkantet luftindtag til en "Heywood" luftkompressor blev monteret oven på motordækslet i styrbords side.
Karburatorens luftindtag på tidlige til midt-produktions Spitfire Mk.IX havde en anden facon end luftindtagene på fly med ettrins kompressor; de var kortere og havde en bredere indsugningsåbning. Fra 1943 blev der introduceret et "Aero-Vee" trope-luftfilter i en lang, strømlinet afdækning der førte til karburatorens luftindtag. Disse filtre blev monteret som standard på alle Mk.VII, Mk.VIII, P.R. Mk.X og Mk.XVI, på midt til sent producerede Mk.IX, og de fleste P.R. Mk.XI.
En ny Rotol propel med fire blade og en diameter på 3,27 m (10 ft 9 in) blev monteret, med constant-speed mekanismen dækket af en spids spinner. Udstødningsrørene blev ændret til seks "fiskehale" rør i hver side. Under næsen blev den gamle motorafdækning der bestod af tre stykker plade erstattet med en ny der var i et stykke. Olietanken var nu ikke længere strukturelt en del af af motorafdækningen. Tidlige Mk.IX havde en dråbeformet 'vable' til en Coffman starter på den styrbords side af motorafdækningen, umiddelbart bag propellen. Denne starter blev afløst af en forbedret elektrisk starter på de fleste to-trins Merlin-motoriserede Spitfires, og fra sidst i 1942 blev 'vablen' kun set på ganske få fly.
C-vingen blev monteret som standard. Nogle midt- og de fleste sentproducerede Spifire Mk.IX og samtlige Mk.XVI blev forsynet med E vingen. De Mk.IX der var ombygget fra Mk.Vc havde store dråbeformede afdækninger på oversiden af vingerne, men på majoriteten af Mk.VII, Mk.VIII, Mk.IX og Mk.XVI var afdækningerne over Hispanoernes fødemotorer reduceret i størrelse og mere strømlinede end på Mk.Vc. Jfr publikation A.P 1565J P & L (Spitfire Mk.IX, Mk.XI og Mk.XVI Pilot's Notes) blev de rødmalede indikatorstifter, der stak frem gennem toppen af vingen når understellet var nede og låst, kun benyttet på tidligt producerede Mk.IX. Når stifterne var monteret, var det som et supplement til en "Electric visual indicator" (en elektrisk pære) på instrumentpanelet. Indikatorstifterne blev tilsyneladende monteret på alle Mk.VII og Mk.VII, som supplement til den elektriske indikator. En pære for det optrækkelige halehjul blev monteret på instrumentpanelet, lige under indikatoren for hovedhjulene.
Eftersom intercooleren behøvede en radiator, blev motorens radiator under styrbords vinge halveret i størrelse og intercooler radiatoren bygget ind i den anden halvdel af huset. Under bagbords vinge blev en firkantet oliekøler monteret i den ene halvdel af et firkantet radiatorhus magen til det under styrbords vinge, og den anden halvdel af motorkøleren blev monteret i den anden halvdel af huset. Når motoren kørte for lave omdrejninger kunne den køles tilstrækkeligt af en halv motorkøler; en termostat lukkede for den styrbords radiatorhalvdel, indtil motoren skulle levere mere effekt, og mere køling blev nødvendig.
Blandt ændringerne var overgangen til at anvende undersænkede nitter (for at få en glat overflade = mindre luftmodstand) i flystellet, dette blev indført midt i 1943. Et rundt bakspejl med en strømlinet forside erstattede det rektangulære, flade spejl. På nyproducerede Mk.IX blev det lille dråbeformede kendingslys bag radiomasten fjernet.
De tidlige Mk.IX der var opgraderet fra Mk.Vc havde de originale små masse-balancer i 'hornene' på højderorene, mens de fleste andre havde den forstørrede version med den udrettede forkant. Et nyt sideror med et større areal, kendetegnet ved at toppen var spids i stedet for afrundet, blev monteret på mange Mk.VII, Mk.VIII, og på mellem- til sentproducerede Mk.IX og Mk.XVI.
Alle Mk.VII og Mk.VIII Spitfires havde de følgende ændringer:

Den interne struktur var revideret og forstærket. På vingerne var balanceklappernes spændvidde reduceret med 22 cm (8,5 in) udenfor de yderste hængsler. Der havde været nogle tilfælde af tidligere modeller der brød sammen i luften under stejle dyk med høj hastighed, og det blev vurderet at årsagen var selvsving i balanceklapperne.
Brændstoftankene i skroget fik en større kapacitet; 213,7 l (47 gal) for den øverste tank og 222,7 l (49 gal) for den nederste. Derudover blev vingeforkanten i begge sider, mellem vingeroden og inderste våbenkammer, modificeret til at fungere som brændstoftank. Dette gav to tanke, hver på 64 l (13 gal). Kombinationen af skrog- og vingetanke gav en intern kapacitet på 554,6 l (122 gal), næsten en 50% forøgelse over de 386,4 l (85 gal) som de tidligere Spitfires kunne bære.
Understellets hovedben havde, for første gang i Spitfires karriere, fået fremadvendte 'sakse' led til at overføre vridningsmoment fra den uaffjedrede til den affjedrede del af benet. Derudover var dørene, som var fastgjort på benene, let konkave hvilket sammen med nye ophæng tillod at benene sad længere nede i hjulbrøndene når understellet var trukket op. Dette fjernede de små buler der hidtil havde været nødvendige i vingens overside. Hjulene var en ny forstærket type, Dunlop AH10019 med en "fire eger" fælg, der erstattede det "fem eger" hjul der havde været benyttet siden de første Mk.I. Det reviderede understel blev også monteret på nogle midt- til sentproducerede Mk.IX og samtlige Mk.XVI. Et optrækkeligt halehjul (Dunlop 2184) blev monteret. det blev dækket af små døre under flyvningen. Halehjulene blev også brugt i P.R. Mk.X og de fleste P.R. Mk.XI.

### Mk.VII (type 351)
I lighed med Mk.VI var Mk.VII en højtgående jager med trykkabine, denne gang forsynet med en Merlin 64 (F. Mk.VII) eller 71 (H.F. Mk.VII) motor med en totrins, to-hastigheds kompressor. Cockpittet blev sat under tryk på samme måde som i Mk.VI, omend detaljerne var en smule anderledes. Andre ændringer til flystellet er anført ovenfor. Mk.VII benyttede en Marshall kompressor for cockpittrykket; den var monteret på styrbords side af motoren, og fik sin luft fra et langt luftindtag under de styrbords udstødningsrør. En automatisk ventil tillod et maksimalt differenstryk på 13,8 kPa (0,14 bar eller +2 lb./sq.in.) Overtrykket blev bygget op under stigningen og blev holdt konstant fra højder på 8.530 m (28.000 ft) og derover.
Forlængede, spidse vingetipper blev monteret på 'C' vingerne, hvilket forøgede vingespandet til 12,2 m (40 ft 2 in). Eftersom truslen fra de højtgående bombere aldrig blev til virkelighed fik mange Mk.VII senere skiftet tipperne ud til den normale type.
Tidlige Mk.VII havde en aftagelig hood over cockpittet, som piloten låste med fire snaplåse. De senere Mk.VII fik en "Lobelle"-type hood som blev skubbet bagud for åbning, ligesom i Spitfire-versionerne uden trykkabine. Dette var en langt mere elegant løsning. Der var dobbelt glas over hele cockpittet, og hooden blev gjort tryktæt mod skroget ved hjælp af en oppustelig gummislange. Glideskinnerne til hooden var langt kraftigere end på en standard Spitfire.
I alt byggede Supermarine 140 stk. af Mk.VII. De fleste af dem havde en Merlin 64 (F. Mk.VII) eller Merlin 71 (H.F. Mk.VII), den sidste udrustet med en Bendix-Stromberg "anti-g" karburator. H.F. Mk.VII havde fremragende egenskaber i stor højde, med en max. flyvehøjde på 13.700 m (45.100 ft). Det franske 'es' Pierre Clostermann fortæller i sin bog Det Store Cirkus (Engelsk: The Big Show) om en succesfuld nedskydning af en langdistance rekognoscerings Messerschmitt Bf 109G-6/R3 udført af en Mk.VII 'Strato Spitfire'  tilhørende 602 Squadron i en højde af 12.000 m (40.000 ft) over den britiske Home Fleets base i Scapa Flow tidligt i 1944.

### Mk.VIII (type 360)
Mk.VIII var en udgave af Mk.VII uden trykkabinen, og det var planen at den skulle have været den primære produktionsmodel af Spitfire. Eftersom den "midlertidige" Mk.IX beviste at den var i stand til at løfte opgaverne for RAF, blev det besluttet at fabrikken i Castle Bromwich kun skulle fremstille denne model; Alle Mk.VIII Spitfires blev derfor bygget af Supermarine. Bortset fra manglen på trykkabine, var Mk.VIII meget lidt forskellig fra Mk.VII udover at den havde fået en lidt anden facon på halefinnen og et spidst sideror. Nogle tidlige produktionsmodeller havde forlængede vingetipper, men majoriteten fik de normale elliptiske tipper.

Supermarine's ledende testpilot Jeffrey Quill udtalte:
"Når jeg bliver spurgt hvilken 'mark' af Spitfire jeg finder bedst at flyve, svarer jeg som regel 'Mark VIII med standard vingetipper.' Jeg hadede de forlængede vingetipper... De havde ingen praktisk værdi for Mk.VIII og reducerede kun følsomheden af krængerorene og rulningshastigheden."
 Der var tre undervarianter for lav flyvehøjde (L.F. Mk.VIII), mellemhøjde (F. Mk.VIII) og stor højde (H.F. Mk.VIII) som henholdsvis havde en Merlin 66, Merlin 63 og en Merlin 70 motor.
Topfarten af F. Mk.VIII var 657 km/t (408 mph) i 7.620 m (25.000 ft) flyvehøjde; 650 km/t (404 mph) for L.F. Mk.VIII i 6.400 m (21.000 ft) højde og 669 km/t (416 mph) for H.F. Mk.VIII i 8.077 m (26.500 ft) højde, med en max. flyvehøjde på 13.100 m (43,000 ft) for F. Mk.VIII, 12.650 m (41.500 ft) for L.F. Mk.VIII og endelig 13.410 m (44.000 ft) for H.F. Mk.VIII). De to interne tanke blev udvidet med 50 l (11 gal) og nåede dermed op på 436 l (96 gal) og sammen med vingetankene kunne jageren hermed flyve en maksimal distance på 1.060 km (660 mi) med fuld intern brændstoflast, og 1.900 km (1.180 mi) med fuld intern last plus en 409 l (90 gal) droptank. Mk.VIII var forberedt til at bære en enkelt droptank på enten 136, 409 eller 773 liter (30, 90 eller 170 gal). Med en 773 l (170 gal) tank kunne Spitfiren flyve over 2.400 km (1.500 mi). Der var dog en pris: med 90 eller 175 gal. tanken monteret og fyldt, var flyet under restriktion til kun at flyve lige og vandret når det var i luften og havde nået marchhøjden. Der kunne medføres en maksimal ekstern bombelast på 454 kg (1.000 pounds); en bombe på 230 kg (500 lb) under flyets midterlinie plus en bombe på 110 kg (250 lb) under hver vinge.
En Mk.VIII JF299 blev benyttet til at eksperimentere med en ny 'nedskåret' flykrop og en 'boble' hood over cockpittet. Formålet med dette var at give piloten et bedre udsyn; mange af de Spitfire-piloter der blev skudt ned blev ramt af fjender der havde nærmet sig i flyets blinde vinkel agterude. I løbet af forsøgsrækken stod det klart at det nye hood design var en stor forbedring over det hidtidige, og efter nogle modifikationer blev den nye bagkrop og hood standard på senere Spitfires.
Denne variant tjente næsten udelukkende oversøisk; i Middelhavsområdet, ved Desert Air Force og ved USAAF, i det Sydvestlige Stillehav, ved Royal Australian Air Force og i Sydøstasien ved RAF. Efter Mk.IX og Mk.V, var Mk.VIII den tredjemest talrige Spitfire med 1.658 stk. bygget.

### Mk.IX (type 361)
I de tidlige måneder af 1942, hvor Focke-Wulf Fw 190 var Spitfire Mk.Vb klart overlegen, var der et stort pres for at få Spitfires med den nye Merlin 61 med totrins kompressor sat i produktion. I september 1941 var Spitfire Mk.III prototypen N3297 blevet ombygget af Rolls-Royce i deres Hucknall fabrik, så den kunne tage en Merlin 60 der var specifikt designet til anvendelse i den højtgående bomber Wellington Mk VI.
Effektforbedringen blev beskrevet af Jeffrey Quill som et "kvantespring" over Mk.Vb, og endnu et Spitfire flystel, R6700, blev modificeret til at tage den nye motor. Selvom designarbejdet på Mk.VII og Mk.VIII var i fuld gang ville det tage over et år før disse var klar til samlebåndet, og der var desperat brug for et modstykke til Fw 190. Air Ministry tog beslutningen: Mk.Vc flystel skulle ombygges så de kunne tage den kraftige motor, og som et resultat af dette var mange af de tidlige Mk.IX modificerede Mk.Vc som ikke havde nogen som helst af de raffinementer som dukkede op senere. Disse ombygninger kunne identificeres på Type C-vingen med de store dobbelte 'vabler' over de inderste kanonkamre og identifikationslampen på toppen af skroget, lige bag radiomasten. 'Hornene' på højderorene var også mindre i størrelse end på de nybyggede Mk.IX. Den første Mk.IX var en ombygget Mk.Vc AB505, som blev testet af Air Fighting Development Unit (AFDU) i april 1942. AFDUs rapport sagde:
```
"Ydelsen af Spitfire Mk.IX er fremragende i sammenligning med Spitfire Mk.V, særligt i højder over 6.100 m (20.000 ft). I horisontal flyvning er den nye Spitfire betydeligt hurtigere, og stigeevnen er exceptionelt god. Den vil uden problemer stige til 11.600 m (38.000 ft) og når den har nået dette niveau kan den klatre i trin, ved at lade den bygge vandret fart op, til over 12.200 m (40.000 ft). Manøvreevnen er mindst lige så god som Mk.V op til 9.150 m (30.000 ft) og over er den særdeles meget bedre. Ved 11.600 m (38.000 ft) er den i stand til en sand hastighed på 592 km/t (368 mph) og er stadig i stand til at manøvrere godt med henblik på luftkamp."
[
29
]
```

Selv om flystellet i Mk.IX ikke havde de aerodynamiske og styrkemæssige forbedringer, for ikke at tale om de modificerede kontrolflader som Mk.VII og Mk.VIII fik, viste Mk.IX sig at være et effektivt modstykke til Focke-Wulf Fw 190.
I september 1942 blev "High Altitude Flight" opstillet på RAF Northolt for at imødegå truslen fra højtgående Junkers Ju 86 R bombefly. To Spitfire Mk.IX, opgraderet fra Mk.Vc, blev strippet for panserplader, .303 Browning maskingeværerne og andet udstyr og malet med den lyseblå "PRU blue". En af dem nedskød en Ju 86R i over 12.200 m (40.000 ft) flyvehøjde.
Produktionen af Mk.IX stoppede ved Supermarine i juni 1943, hvorefter produktionen af denne type kun kørte i Castle Bromwich fabrikken. Adskillige store og et stort antal små forbedringer blev hen af vejen indbygget i Mk.IX, og nogle af ændringerne blev også benyttet i andre Spitfire varianter.
Merlin 61 blev udfaset tidligt i 1943 til fordel for Merlin 63 og 63A. Den nye motor havde forøget udgangseffekt som følge af interne forbedringer, og havde nu begrænsninger der sagde max. ladetryk på 124 kPa (1,24 bar eller +18 psi) overtryk og 3.000 rpm i max. 5 minutter under kamp. Under anden halvdel af 1943 blev produktionen af de Merlin 63 bestykkede F. Mk.IX stoppet til fordel for Merlin 66 bestykkede L.F. Mk.IX. Tidligt producerede Spitfire Mk.IX led en del under damplåse i brændstofledningerne, som et resultat af fordampende brændstof når flyene blev parkeret i direkte sollys. For at udbedre dette blev våben-kameraet flyttet fra bagbords til styrbords vingerod og en brændstofkøler, der fik sin luft fra et lille rundt luftindtag, fik kameraets originale plads. Samme type brændstofkøler blev også monteret på tidlige P.R. Mk.XIs
Produktionen af L.F. Mk.IX, af nogle skribenter også kaldet Spitfire IXB, forløb til at starte med parallelt med produktionen af flyene med Merlin 63. Denne version blev først operationel i marts 1943 ved Biggin Hill Wing'en, som på daværende tidspunkt bestod af eskadrillerne 611 og 341 (Frie Franske). Denne type var den langt mest producerede Spitfire Mk.IX variant, med over 4.000 eksemplarer bygget. Den maksimale udgangseffekt af Merlin 66 var 1.283 kW (1.720 hk) ved en flyvehøjde af 1.750 m (5,750 ft) og den maksimale hastighed af Spitfire L.F. Mk.IX var 650 km/t (404 mph) i eb højde af 6.400 m (21.000 ft). Med Merlin 66 blev der introduceret en ny Bendix-Stromberg faldstrøms karburator, der erstattede den tidligere S.U flyder-karburator.
Motoren i H.F. Mk.IX var Merlin 70 som var optimeret til stor flyvehøjde. Flyet trådte i tjeneste i foråret 1944. Oplistninger af serienumrene viser at H.F. Mk.IX blev produceret i ret små styktal, og kun på bestilling, og versionerne til lav- og mellemhøjde blev prioriteret højere Merlin 70's maksimale udgangseffekt var 1.275 kW (1.710 hk) i en højde af 3.353 m (11.000 ft): den maksimale hastighed af H.F. Mk.IX var 652 km/t (405 mph) i 7.700 m (25.400 ft), med en fuldvægt af 3.320 kg (7.320 lb).
Det nye Mark II gyroskopiske sigte blev også introduceret tidligt i 1944. Dette sigte udregnede automatisk forhold og sigtepunkt til et bevægeligt mål. Introduktionen af dette sigte fordoblede RAF-piloternes træfsikkerhed, og var en væsentlig faktor for at opnå Alieret luftoverlegenhed.
Kapaciteten for de primære brændstoftanke var 218 l (48 imp.gal.) for den øverste tank og 168 l (37 gal) for den nederste, for en total intern kapacitet på 386 l (85 gal). Afkastelige droptanke med et indhold på 136 l, 205 l eller 409 l (30, 45 eller 90 gal) kunne bæres på midterlinien af flyet, lige under cockpittet. Alternativt kunne der bæres en cylindrisk 227 l (50 gal) droptank, tilvirket fra dem der blev benyttet af langdistance Hawker Typhoon jagere, på den bombeholder som de fleste Mk.IX tilhørende Second Tactical Air Force havde under skrogets midterlinie. For yderligere at forøge kamprækkevidden blev nogle sent producerede Mk.IX udstyret med ekstra selvforseglende brændstoftanke i bagkroppen: den øverste tank kunne bære 186 l (41 gal) og den nederste 155 l (34 gal). Når begge var fulde kunne der flyves en forlægningsdistance på over 1.900 km (1.200 mi), selv om dette gjorde flyet ustabilt og Pilothåndbogen anbefalede at der kun blev fløjet i lige linie eller udført meget forsigtige manøvrer, i særdeleshed i lav højde. Piloterne blev også advaret om i videst muligt omfang at undgå instrumentflyvning når muligt.
I lighed med Mk.XIV fik sent producerede Mk.IX et nyt motordæksel hvis top havde en distinkt 'bule'; dette design blev udviklet til Mk.XVI for at give plads til Packard Merlin 266's modificerede intercooler, som havde en indbygget ekspansionsbeholder.
Den nedskårne bagkrop og boble-hood'en som forsøgsvis var installeret på en Spitfire Mk.VIII, blev en del af de meget sent producerede Mk.IX. Med den nedskårne bagkrop blev den nederste tank foran cockpittet forøget i størrelse til 214 l (47 imp.gal), mens tankene i bagkroppen blev reduceret i størrelse til 300 l (66 gal). Disse fly var de allermest sjældne Mk.IX og mange af dem havde "klippede" vinger. Hovedparten af disse fly var efter krigen i tjeneste ved SAAF, både i Sydafrika og udstationeret i Korea i 1950'erne.
Tidligt i 1945 fik nogle Spitfire Mk.IXe og Mk.XVIe tilhørende 74 Squadron monteret en enkelt RP-3 raket under hver vinge. Det menes at dette var de eneste RAF Spitfire enheder der benyttede raketter operationelt under 2.verdenskrig.

### P.R. Mk.IX (type 374) og F.R. Mk.IX
Mens man afventede udviklingen af en dedikeret P.R. Spitfire med Merlin 61 - motor (Mk.XI), blev mindst tre Mk.IX (BS338, BS339 og BS473) taget af samlebåndet og modificeret så de kunne bære to vertikale kameraer i bagkroppen. Den første af disse blev leveret til 541 Squadron på RAF Benson den 30. november 1942. Efter dette blev yderligere 15 stk. Mk.IX ombygget til P.R. Mk.IX (med fabriksdesignationen Type 374) i Vickers-Armstrongs faciliteter på Worthy Down flyvepladsen. Ud over kameraudstyret fik flyene et P.R. type vindspejl, og der blev installeret en større olietank under næsen. Al bevæbning blev fjernet, og flyene blev malet i den lyseblå "PRU Blue". Disse fly manglede de "våde vinger" - tankene i forkantsprofilet - hvilket betød at P.R. Mk.IX var nødt til at benytte droptanke for at opnå tilstrækkelig rækkevidde. En af de mest berømte P.R. Mk.IX missioner gik ud på at udføre den forberedende rekognoscering til Operation Chastise, 617 Squadron "The Dambusters" angreb på dæmningerne i Ruhr-området. En P.R. Mk.IX fotograferede dæmningerne dagen før angrebet, og tog billeder af Moehne Dæmningen efter operationen.
F.R. Mk.IX var standard, bevæbnede Mk.IX modificeret med et enkelt sidevendt (mod venstre side) kamera. Disse fly blev benyttet til lavtgående "Dicing" missioner til taktisk understøttelse af hærens operationer. 16 Squadron, som var en enhed under 2nd TAF, benyttede adskillige F.R. Mk.IX s (malet i en meget bleg "Camoutint" lyserød, som gav excellent camouflage under et skydække) til at fotografere Arnhem-området før og under Operation Market Garden. En anden enhed der benyttede F.R. Mk.IX var 318 (Polske) "City of Gdańsk" Fighter-Reconnaissance Squadron ("Jager-Rekognoscerings Eskadrille") som var baseret i Middelhavsområdet. Nogle Spitfires med serienumre i MJ- og MK- området, sendt til reparation ved Forward Repair Unit (FRU, 'Fremskudt Reparations Enhed'), blev ombygget af FRU til en anden udgave af F.R. Mk.IXc med strømlinede 'vabler' på begge sider af skroget. Disse fly var kun i tjeneste ved No. 414 Squadron RCAF, og blev benyttet som afløsere for deres TAC-R Mustang fly. Den samme ombygning blev benyttet på nogle F. Mk.XIVe Spitfires, bagefter kaldet F.R. Mk.XIVe Spitfires, som udelukkende gjorde tjeneste ved No. 430 Squadron RCAF.

### T. Mk.IX og TR 9 (type 509)
Selv om der under krigen blev ombygget nogle Spitfires til to-sædede træningsfly (herunder en one-off ombygning af en Mk.Vc udført af RAF's eskadrille 261, og en Mk.IX ombygget som træner i Sovjetunionen) var den tosædede Spitfire hovedsageligt et efterkrigsprogram. I 1946 blev en Mk.VIII (MT818) ombygget som demofly af Vickers, men først i 1948 blev der eksporteret 10 stk. Spitfire T. Mk.IX til Indien. I 1951 blev der bygget seks TR 9 træningsfly, ombygninger af standard Mk.IX flystel, som skulle træne piloter for Irish Air Corps (IAC) flåde af Seafire fly. Disse Spitfires omskolede piloterne (Seafire er en 'maritim' version af Spitfire) hvilket inkluderede skydeøvelser eftersom TR 9 havde beholdt to .303 Browning maskingeværer, en i hver af vingernes yderste våbenkamre. De fleste TR 9 blev sendt videre til Ground Technical Training School i Baldonnel hvor flystellene blev brugt til at undervise flymekanikere for Air Corps. Fire af IAC flyene overlevede, og allerede fra 1970'erne blev to af dem inkluderet i den voksende flåde af gamle 'warbirds'.
Totalt blev der bygget 5.656 Mk.IX, 561 stk. af Supermarine og 5.095 stk. af Castle Bromwich. Produktionen af Mk.IX sluttede i april 1945, og kombineret med Mk.XVI blev dette "kompromis" eller "nødløsning" produceret i større styktal end alle andre Spitfire varianter.

### P.R. Mk.X og P.R. Mk.XI (typerne 387, 365 og 370)
Da udviklingen startede på de nye Merlin 60 - motoriserede Spitfires var det meningen at både Mk.VII og Mk.VIII skulle have fotorekognoscerings (P.R.) undervarianter. Den 21. april 1942 blev der placeret en ordre på 70 fly, provisorisk kaldet P.R. Mk.VIII. Baseret på det reviderede Mk.VIII flystel skulle disse fly udrustes med Merlin 61 og fik tildelt serienumrene LV643–681 og LV726-756. De Spitfires der fik disse numre endte med at blive bygget som Merlin 66 - bestykkede L.F. Mk.VIII.
En ændring i procedurerne medførte at P.R. varianten med trykkabine af Mk.VII blev omdøbt til P.R. Mk.X (type 387). Denne version gik i produktion efter P.R. Mk.XI, og var baseret på en Mk.VII flykrop med P.R. Mk.XI vinger og kamerainstallation. Den havde trykkabinen fra Mk.VII, med en Lobelle skydehood over cockpittet, og beholdt jager-vindspejlet med det skudsikre glaspanel. Det lange, tynde luftindtag til kabinens trykkompressor var monteret under udstødningsrørene på styrbords side af motordækslet. Flyveegenskaberne mindede meget om dem fra P.R. Mk.XI selvom trykkabinen tillod at denne version kunne forblive i flyvehøjder over 12.200 m (40.000 ft) i længere tid uden de udmattende fysiologiske effekter som piloterne led under i fly uden trykkabine. Der blev bygget 16 stk. Mk.X i løbet af april og maj 1944, og den første mission blev fløjet den 11. maj. Alle flyene var i begrænset tjeneste ved 541 Squadron og 542 Squadron og udførte højtgående rekognoscering. Erfaringerne med denne version førte til udviklingen og produktionen af trykkabine-versionen af P.R. Mk.XIX.
Mk.XI (type 365 standard, type 370 trope-tilpasset) var baseret på en kombination af features fra Mk.VII, Mk.VIII og Mk.IX. Mk.XI var den første P.R. variant der kunne have to vertikalt monterede F52 kameraer med et optik på 915 mm (36 in) brændvidde i skroget bag cockpittet. Adskillige andre konfigurationer kunne monteres, afhængigt af missionen; for eksempel X Type installationen som havde to vertikalt monterede F24 med 356 mm (14-inch) linser og et sidevendt F24 med en 203 mm (8-inch) linse monteret over de andre kameraer, og sigtende mod bagbord. P.R. Mk.XI som blev benyttet til taktisk rekognoscering havde derudover et vertikalt monteret kamera i en indkapsling under hver vinge.
Fysisk havde Mk.XI en større eller dybere næse for at skaffe plads til en 66 l (14,5 gal) olietank og benyttede et vindspejl uden skudsikkert glas. Der blev monteret fødepumper for vingetankene, og de blev dækket af små dråbeformede afskærmninger under vingerne. Optrækkelige halehjul blev monteret som standard, og de fleste Mk.XI fik det store tilspidsede sideror. 260 stk. Mk.XI fik en Merlin 61, 63 eller 63A motor, mens de resterende 211 stk. fik Merlin 70 til højtgående anvendelse. Alle flyene med Merlin 70 og 198 af dem med en Merlin 60-serie motor blev udrustet med et Vokes Aero-Vee støvfilter i karburatorens forlængede og strømlinede indsugning under næsen. Alle flyene med Merlin 60 havde en brændstofkøler i vingerodens forkant i bagbords side. Radioinstallationen var enten en VHF TR.1133 eller TR.1143 udstyret med "Rebecca" Beam Approach Beacon System udstyr - en slags tidligt ILS.
En ekstra "sutsko" (skrogformet droptank) kunne monteres under vingens centerlinie; i lighed med Mk.IX kunne disse have en kapacitet på 136, 205 eller 409 liter (30, 45 eller 90 gal), og for Mk.XI fandtes der en endnu større droptank på 773 liter (170 gal).
Spitfire P.R. Mk.XI kunne opnå en topfart på 671 km/t (417 mph) i 7.300 m (24.000 ft) flyvehøjde, og havde en marchfart på 636 km/t (395 mph) i 9.800 m (32.000 ft) højde. Normalt ville Spitfire Mk.XI forlægge i højder imellem disse, men kunne i nødstilfælde stige til 13.000 m (44.000 ft). Piloterne kunne dog ikke udholde denne højde i ret lang tid uden trykkabine, før de begyndte at lide under alvorlige fysiologiske påvirkninger.
Til at begynde med blev produktionen af P.R. Mk.XI forsinket, fordi udviklingen af Mk.VII og Mk.VIII typerne var forsinket. Som følge af dette blev det besluttet at basere P.R. flyene med Merlin 60 motoren på Mk.IX flystellet. Produktionen blev yderligere truet af et skænderi over RAF P.R. doktrinen: tidligt i 1943 foreslog Air Ministry, på grund af forsinkelserne af den nye P.R. Spitfire, at alle P.R. enheder blev omskolet til at flyve de Havilland Mosquito. Efter yderligere analyse medgik Air Staff (RAFs stab) at Mosquito kunne udføre 90% af P.R. missionerne, så produktionen af Spitfire til P.R. enhederne kunne reduceres til kun 10 % af det oprindelige behov. Air Vice Marshal John Slessor, chefen for Coastal Command, gjorde opmærksom på at en Spitfire var mindre end en Mosquito, brugte halvt så mange Merlin motorer og var hurtigere, mere manøvredygtig og mindre larmende, og derfor skulle produktionen forøges i stedet for at beskæres. Det korte af det lange blev at Air Staff besluttede at fremme produktionen af P.R. Mk.XI på bekostning af jagerene.
De første P.R. Mk.XI blev bygget i november 1942: fra april 1944 kørte produktionen parallelt med produktionen af P.R. Mk.XIX før den endte i december 1944, hvor P.R. Mk.XI blev udfaset til fordel for P.R. Mk.XIX. Der blev i alt bygget 471 stk. P.R. Mk.XI af Supermarine.

### P.R. Mk.XIII (Type 367)
P.R. Mk.XIII var en forbedret P.R. Type G med en enkelttrins Merlin motor, og er beskrevet i Supermarine Spitfire: Tidlige typer med Merlin motor

### Mk.XVI (type 361)
Mk.XVI var på næsten alle måder identisk med Mk.IX med undtagelse af motoren, en Merlin 266. Merlin 266 var en Merlin 66 som var licensbygget i USA af Packard Motor Company. Det ekstra "2" blev tilføjet som prefix for at undgå forbytninger af motorerne, eftersom de havde behov for forskellige værktøjssæt. Samtlige producerede Mk.XVI fly var af typen L.F. (Low-Altitude Fighter). Dette blev ikke bestemt af vingernes længde (de fleste L.F. Spitfires havde 'klippede' vinger) men af motoren, som var optimeret til flyvning i lav højde. Alle Mk.XVI blev produceret med klippede vinger, og havde de ekstra 340-liters (75 gal) brændstoftanke i bagkroppen. Mange af Mk.XVI havde en nedskåret bagkrop og en dråbeformet hood over cockpittet. På disse fly var kapaciteten af tankene i bagkroppen reduceret til 300 liter (66 gal).
På grund af en lidt højere intercooler og et andet arrangement af de sekundære motorkomponenter på Packard Merlin, blev der introduceret en mere buet øvre motorafskærmning. Denne blev også indført på sent producerede Mk.IX.
Bevæbningen af de fleste Mk.XVI bestod af 2 stk. 20 mm Hispano II kanoner – hver med 120 skud – og 2 stk. 12,7mm (.50 in) Browning maskingeværer, hver med 250 skud. Der kunne bæres en enkelt 227 kg (500 lb) bombe under skrogets midterlinie, og en 114 kg (250 lb) bombe under hver vinge. De ekstra brændstoftanke i bagkroppen øgede flyets rækkevidde så det kunne flyve næsten lige så langt som Spitfire Mk.VIII. Problemer med de licensbyggede motorer forsinkede tjenesten ved fronteskadriller med adskillige måneder.
I alt blev der bygget 1.054 Mk.XVI i Castle Bromwich.

### Spitfire søfly (typerne 355 og 359)
Efter den tyske invasion af Danmark og Norge i april 1940 blev RAF interesseret i ideen om at anvende jagere udrustet som pontonfly i områder hvor der ikke var egnede flyvepladser. Med dette formål for øje blev Spitfire Mk.I R6722 ført til Woolston-fabrikken for at blive modificeret og monteret på et sæt Blackburn Roc pontoner. Der blev udført bassintests i Farnborough, ved hjælp af en 1/7 skalamodel, og man fandt at konceptet grundlæggende var sundt, selv om halefinne og sideror måtte forstørres for at modvirke pontonernes sideareal. Afslutningen af kampene i Norge og behovet for så mange Spitfires som overhovedet muligt betød at R6772 blev tilbagebygget til sin oprindelige jagerkonfiguration uden at have været prøvefløjet. Efter at Japan gik ind i krigen blev konceptet støvet af og genoplivet tidligt i 1942. En Spitfire Mk.V W3760 blev udrustet med et sæt 7,8 m (25 ft) lange pontoner på selvbærende ben. Dette fly blev drevet af en Merlin 45 med en firebladet 3,43 m (11 ft 3 in ) propel. Der blev monteret et Vokes filter på karburatorens indsugning, og under halen blev der monteret en udvidelse af halefinnen.
Andre ændringer var løftepunkter foran og bag cockpittet og en lille faldskærm der - i påkommende fald - skulle hjælpe flyet ud af et spin. For at forhindre problemer med denne blev der monteret en lille afviser over siderorets balancehorn. Spitfire søflyet blev fløjet første gang den 12. oktober 1942 af Jeffrey Quill. Kort efter blev Vokes-filteret erstattet med et Aero-Vee filter, magen til det der blev benyttet på de senere Merlin 61-bestykkede fly. Filteret blev forlænget for at forhindre vandindtrængen, og der blev monteret fuld Mk.Vb bevæbning. Yderligere to Mk.Vb EP751 og EP754 blev ombygget af Folland og alle tre pontonfly blev transporteret til Egypten, hvor de ankom i oktober 1943. På det tidspunkt blev det antaget at pontonflyene kunne benytte skjulte baser i Dodekaneserne, og forstyrre transportruterne til tyske forposter i området, eftersom disse blev forsynet af transportfly. Denne plan gik i vasken da et stort antal tyske tropper, støttet af Luftwaffe, besatte de indtil da britisk-holdte øer Kos og Leros. Der kunne ikke findes andre roller til disse Spitfires, som herefter førte en hensygnende tilværelse i Egypten, hvor de opererede fra Store Bittersø. Specifikationerne for de Mk.Vb-baserede pontonfly inkluderede en max.-hastighed på 521 km/t (324 mph) i 5.943 m (19.500 ft) højde, en maksimal stigehastighed på 12,45 m/s (2.450 ft/min) i 4.725 m (15.500 ft) højde og en estimeret max flyvehøjde på 10.180 m (33.400 ft).
I foråret 1944 blev Spitfire Mk.IX MJ892 ombygget til pontonfly, med tanke på en mulig anvendelse i Stillehavsområdet. Dette fly benyttede de samme komponenter som de tidligere Mk.Vb ombygninger. Jeffrey Quill skrev:
"Spitfire Mk.IX på pontoner var hurtigere end en standard Hurricane. På vandet sejlede flyet ualmindeligt godt, og de eneste usædvanligheder var en tendens til at "trampe" fra side til side på pontonerne, og en lille tendens til at "vralte" lidt ved høj hastighed og vandret flyvning."
Kort tid efter at forsøgene startede blev ideen om at anvende søfly som jagere droppet, og MJ982 blev ført tilbage til en normal konfiguration.
I alt fem fly blev ombygget:
- Mk.I – R6722
- F. Mk.Vb – W3760
- Mk.V – EP751 og EP754
- Mk.IXb – MJ892 [56][57]

### Tegnebrætprojekter
- Supermarine 305: Designet efter samme specifikation som Boulton Paul Defiant og Hawker Hotspur. Den grundlæggende Spitfire vinge og understel blev sammenføjet med en ny flykrop med plads til en skytte og et fjernstyret fire-maskingeværs kanontårn (oprindeligt bevæbnet med .303 Brownings, senere med Lewis maskingeværer.) Iblandt andre modifikationer var køleren monteret under næsen. Der var ingen fremadrettet bevæbning, og der blev tilføjet dykbremser til vingerne. Den planlagte topfart var på 507 km/t (315 mph) i 4.575m (15,000 ft) flyvehøjde.[58]
- Supermarine 312: Dette var en Spitfire Mk.I ombygget til at have fire 20 mm Oerlikon kanoner monteret i en ændret vinge. Radiatoren og oliekøleren blev flyttet fra undersiden af vingerne til en kanal under skroget. Dette var R. J. Mitchells sidste design før hans død i 1937.[59]
- Supermarine 324, 325 og 327: Disse designs var for to-motors jagere der benyttede samme konstruktionsteknikker og Spitfirens elliptiske vinge. Alle tre benyttede et næsehjulsunderstel og havde Merlin som den primære motortype, men kunne også anvende Bristol Taurus som alternativ motor. Type 324 og 325 skulle bære en bevæbning på 12 stk. .303 Browning maskingeværer i grupper på seks i de ydre vinger, hvorimod type 327 skulle bære seks 20 mm Hispano maskinkanoner i vingerødderne. 324 og 327 havde konventionelle trækkende motorer, mens 325 havde "pusher" motorer.[nb 13][60]

## Typer med Griffon motorer
De tidlige Spitfire varianter med en Rolls-Royce Griffon motor var ombygninger af Mk.Vc (tidlige Mk.XII) eller Mk.VIII (sene Mk.XII og Mk.XIV) flystel. De senere Spitfires med Griffon fik nye vinger, nye haler og understel og var meget forskellige fra alle de tidligere Spitfire marks. Griffon-motoriserede varianter er beskrevet i en separat artikel.

## Producerede fly
Efter at Luftwaffe ødelagde de primære fabrikker i Itchen og Woolston i september 1940, blev alle Supermarine-fremstillede Spitfires bygget i et antal "Skyggefabrikker"; ved slutningen af krigen var der ti primære og adskillige mindre fabrikker, som fremstillede mange af komponenterne. Det er beskrevet lidt nøjere i artiklen Supermarine Spitfire. Den primære fabrik i Castle Bromwich blev understøttet af et antal mindre fabrikker.
Produktionstallene er taget fra Air International 1985, p. 187. Informationen om hvornår de første produktionsfly fremkom er taget fra listen over serienumre i Morgan and Shacklady 2000. Fordi de første Mk.IX var opgraderinger af eksisterende Mk.V er de første 'ægte' Mk.IX oplistet ud fra serienummeret.
| Type                            | Producent                   | Antal | Noter                           |
| ------------------------------- | --------------------------- | ----- | ------------------------------- |
| F. Mk.VII, H.F. Mk.VII          | Supermarine                 | 140   | Første Mk.VII september 1942    |
| F. Mk.VIII, L.F. Mk.VIII        | Supermarine                 | 1.658 | Første Mk.VIII 11 november 1942 |
| F. Mk.IX, H.F. Mk.IX L.F. Mk.IX | Supermarine Castle Bromwich | 5.656 | Første Mk.IX BR581 juni 1942    |
| P.R. Mk.X                       | Supermarine                 | 16    | Første Mk.X maj 1944            |
| P.R. Mk.XI                      | Supermarine                 | 471   | Første Mk.XI november 1942      |
| Mk.XVI                          | Castle Bromwich             | 1.054 | Første Mk.XVI oktober 1944      |

### Citater
1. ↑  Air International 1985, p. 187.
2. ↑  McKinstry 2007, pp. 278–279.
3. ↑  Price 1982, p. 171.
4. 1 2 3 4 5 6  Barbic 1996, pp. 165–167.
5. ↑  Laird and Matusiak 2009, pp. 39–42.
6. 1 2  Air Ministry 1943, pp. 16, 27–29, para 64.
7. 1 2  Shores and Thomas 2008, pp.586, 607.
8. ↑  Laird & Matusiak 2009, pp. 54–55.
9. ↑  Price 2002, p. 155.
10. ↑  Morgan and Shacklady 2000, p. 593.
11. ↑  Type numbers "Supermarine Type Numbers." Arkiveret 27. juli 2011 hos  Wayback Machine mildb.org. Hentet: 10. februar 2008.
12. ↑  Air Ministry 1946, p. 11.
13. 1 2  Air Ministry 1943, pp.10–11.
14. ↑  Matusiak 2007, p. 35.
15. ↑  Quill 1983, pp. 232–233, 238.
16. ↑  Air Ministry 1943, pp.2, 32; FIG 4.
17. ↑  Morgan and Shacklady 2000, pp. 273, 289.
18. ↑  Air Ministry 1943, p. 6.
19. ↑  Price 2010, p. 204.
20. 1 2  Air Ministry 1943, p. 13.
21. ↑  Laird and Mackenzie, 1997, p. 7.
22. 1 2 3 4  Air International 1985, p. 187.
23. 1 2  Air Ministry 1943, p.6.
24. 1 2  Price 2002, p.171.
25. ↑  Price 2002, pp. 171, 175, 178–179.
26. ↑  Morgan and Shacklady 2000, pp. 307–309.
27. ↑  Price 1999, pp. 153–170.
28. ↑  Price 1995, p. 12.
29. ↑  Delve 2007, p. 80.
30. ↑  Price 1995, p. 9.
31. 1 2  Air Ministry 1946, p.6.
32. ↑  Morgan and Shacklady 2000, pp. 315–317.
33. ↑  Matusiak 2007, pp. 21, 38.
34. ↑  Morgan and Shacklady 2000, pp. 315–316, 332.
35. ↑  Morgan and Shacklady 2000, pp. 359–364, 372–376.
36. ↑  Price 1999, p. 170.
37. ↑  Price 2002, pp.154–155
38. 1 2 3 4 5  Air Ministry 1946, p.7.
39. ↑  Air Ministry 1946, pp. 7, 23.
40. ↑  Mk IX Fuel System.
41. ↑  Price 1999, p. 158.
42. ↑  Matusiak 2007, pp.33–34.
43. ↑  Matusiak 2007, pp. 37, 52–53.
44. ↑  Higgins, Terry. "Aviaeology decal set AOD72009 RCAF FR Spitfires." Aviaeology, 2012.
45. 1 2  Matusiak 2007, p.31.
46. 1 2  Matusiak 2007, p.51.
47. ↑  Matusiak 2007, pp. 31, 50–51, 54.
48. 1 2 3 4 5  Matusiak 2007, p. 34.
49. ↑  Smallwood 1996, p.20.
50. ↑  Price 2002, pp. 181–182.
51. ↑  "Packard 266 Installation." Spitfire Performance. Hentet: 21. august 2011.
52. ↑  Price 2002, pp. 193–203.
53. ↑  Ford 2004, p. 63.
54. 1 2  Price 2002, pp. 195, 202.
55. ↑  Price 2002, pp. 195, 201.
56. ↑  Aeroplane Monthly – april 1975 issue – Personal Album – More Spitfire floatplanes
57. ↑  Price 2002, p.195.
58. ↑  Buttler 2004, pp. 53–54, 64.
59. ↑  Buttler 2004, pp. 35, 50.
60. ↑  Buttler 2004, pp. 14–17, 32.
61. ↑  Morgan and Shacklady 2000, pp.611–614.
62. ↑  Morgan and Shacklady (2000)

### Videografi
- Spitfire: Frontline Fighter (IWM DVD) Arkiveret 8. august 2017 hos  Wayback Machine
- Spitfire-the pilot's view (DVD)

## Eksterne links
- The Spitfire Site Arkiveret 17. august 2020 hos  Wayback Machine
- The Spitfire Society
- Alan Le Marinel hosts Supermarine Spitfire
- Spitfire Performance Testing Arkiveret 26. november 2013 hos  Wayback Machine
- Spitfire/Seafire Serial Numbers, production contracts and aircraft histories
- Warbird Alley: Spitfire page – Information about Spitfires still flying today
- K5054 – Supermarine Type 300 prototype Spitfire & production aircraft history
- The Spitfire: Seventy Years On – Includes images of the factory Arkiveret 25. september 2006 hos  Wayback Machine
- Spitfire Mk. VIII and Mk. XVI – Temora Aviation Museum page